# Folinella excavata
Chrysallida excavata, aunque también denominada por su nombre binario como Folinella excavata, es una especie de molusco perteneciente a la familia Pyramidellidae. La especie fue descrita científicamente en el año 1836 por Philippi. Se trata de una especie actualmente presente en territorio portugués, incluyendo la zona económica exclusiva.